# Shaluli Shan
Shaluli Shan (chinesisch 沙鲁里山, Pinyin Shālǔlǐ Shān) ist ein Gebirge im Westen der südwestchinesischen Provinz Sichuan. 
Es bildet die Wasserscheide zwischen Jinsha Jiang (Chang Jiang/Jangtsekiang) und Yalong Jiang (Nyag Chu). Es gehört zur Gebirgskette Hengduan Shan. Seine durchschnittliche Höhe beträgt zwischen 4.000 und 6.000 Metern über dem Meeresspiegel. Der höchste Berg, der Genie Shan 格聂山, hat eine Höhe von 6204 Metern.
Es ist der Lebensraum vieler seltener Tiere, darunter des Weißlippenhirsches und des Takins.